# (66939) Franscini
Pour les articles homonymes, voir Franscini.
(66939) Franscini est un astéroïde de la ceinture principale.

## Description
(66939) Franscini est un astéroïde de la ceinture principale. Il fut découvert le 28 novembre 1999 à Gnosca par Stefano Sposetti. Il présente une orbite caractérisée par un demi-grand axe de 2,96 UA, une excentricité de 0,07 et une inclinaison de 10,6° par rapport à l'écliptique.

## Compléments